# Modèle d'effet de serre simplifié
Le modèle d'effet de serre idéalisé est un modèle simple permettant de déterminer la température de surface et la température atmosphérique de la Terre ou d'une autre planète. Le modèle de serre idéalisé est basé sur le fait que certains gaz de l'atmosphère terrestre, y compris le dioxyde de carbone et la vapeur d'eau, sont transparents au rayonnement solaire à haute fréquence et à haute énergie, mais sont beaucoup plus opaques au rayonnement infrarouge à basse fréquence quittant la surface de la terre. Ainsi, l'énergie solaire  traverse facilement l'atmosphère, mais elle est partiellement piégée par ces gaz lorsqu'elle essaie de s'en échapper.
Selon la loi du rayonnement de Kirchhoff, les gaz de l'atmosphère doivent réémettre l'énergie infrarouge qu'ils absorbent, et ils le font, également à de longues longueurs d'onde infrarouges, à la fois vers le haut dans l'espace et vers la surface de la Terre. A long terme, l'équilibre thermique est atteint lorsque toute l'énergie thermique arrivant sur la planète repart au même rythme. Dans ce modèle idéalisé, les gaz à effet de serre rendent la surface de la planète plus chaude qu'elle ne le serait sans eux, afin que la quantité d'énergie thermique requise soit finalement rayonnée dans l'espace depuis le sommet de l'atmosphère. L’effet de serre est ainsi illustré à l'aide d'une planète idéalisée et ce modèle est couramment utilisé dans les manuels scolaires.

## Aperçu

Condition centrale de l'effet de serre sur Terre.

Le modèle trouvera les valeurs de Ts et Ta qui permettront à la puissance radiative s'échappant du sommet de l'atmosphère d'être égale à la puissance radiative absorbée de la lumière solaire. Lorsqu'il est appliqué à une planète comme la Terre, le rayonnement sortant sera à ondes longues et la lumière du Soleil sera à ondes courtes. Ces deux flux de rayonnement auront des caractéristiques d'émission et d'absorption distinctes. Dans le modèle idéalisé, nous supposons que l'atmosphère est complètement transparente à la lumière du Soleil. L'albédo planétaire αP est la fraction du flux solaire entrant qui est réfléchie vers l'espace (puisque l'atmosphère est supposée totalement transparente au rayonnement solaire, peu importe que cet albédo soit imaginé comme étant causé par la réflexion à la surface de la planète ou au sommet de l'atmosphère ou d'un mélange).
Illustrée à droite, la distribution en longueur d'onde du rayonnement provenant du Soleil diffère du rayonnement infrarouge tel qu'il est émis par la Terre (ici à titre d'exemple pour trois valeurs de température terrestre). Il y est montré quelles parties de l'atmosphère filtrent et dans quelle gamme spectrale pour obtenir l'équilibre radiatif.